# SS Волопаса
SS Волопаса (лат. SS Boötis) — двойная затменная переменная звезда типа Алголя (EA) в созвездии Волопаса на расстоянии приблизительно 774 световых лет (около 237 парсеков) от Солнца. Видимая звёздная величина звезды — от +10,95m до +10,28m. Орбитальный период — около 7,6061 суток.

## Характеристики
Первый компонент — жёлтый карлик спектрального класса G0V.  Масса — около 1,459 солнечной, радиус — около 3,264 солнечных, светимость — около 4,364 солнечных.
Второй компонент — оранжево-жёлтая эруптивная переменная звезда типа RS Гончих Псов (RS) спектрального класса K1IV, или K0IV, или G8V. Радиус — около 1,3 солнечного. Эффективная температура — около 4894 K.

## Планетная система
В 2019 году учёными, анализирующими данные проектов HIPPARCOS и Gaia, у звезды обнаружена планета.